# Měrovice nad Hanou (przystanek kolejowy)
Měrovice nad Hanou – przystanek kolejowy w miejscowości Měrovice nad Hanou, w kraju ołomunieckim, w Czechach. Znajduje się na wysokości 205 m n.p.m.
Na przystanku nie ma możliwości zakupu biletów, a obsługa podróżnych odbywa się w pociągu. 

## Linie kolejowe
- 300 Brno - Přerov